# Amma (yrke)

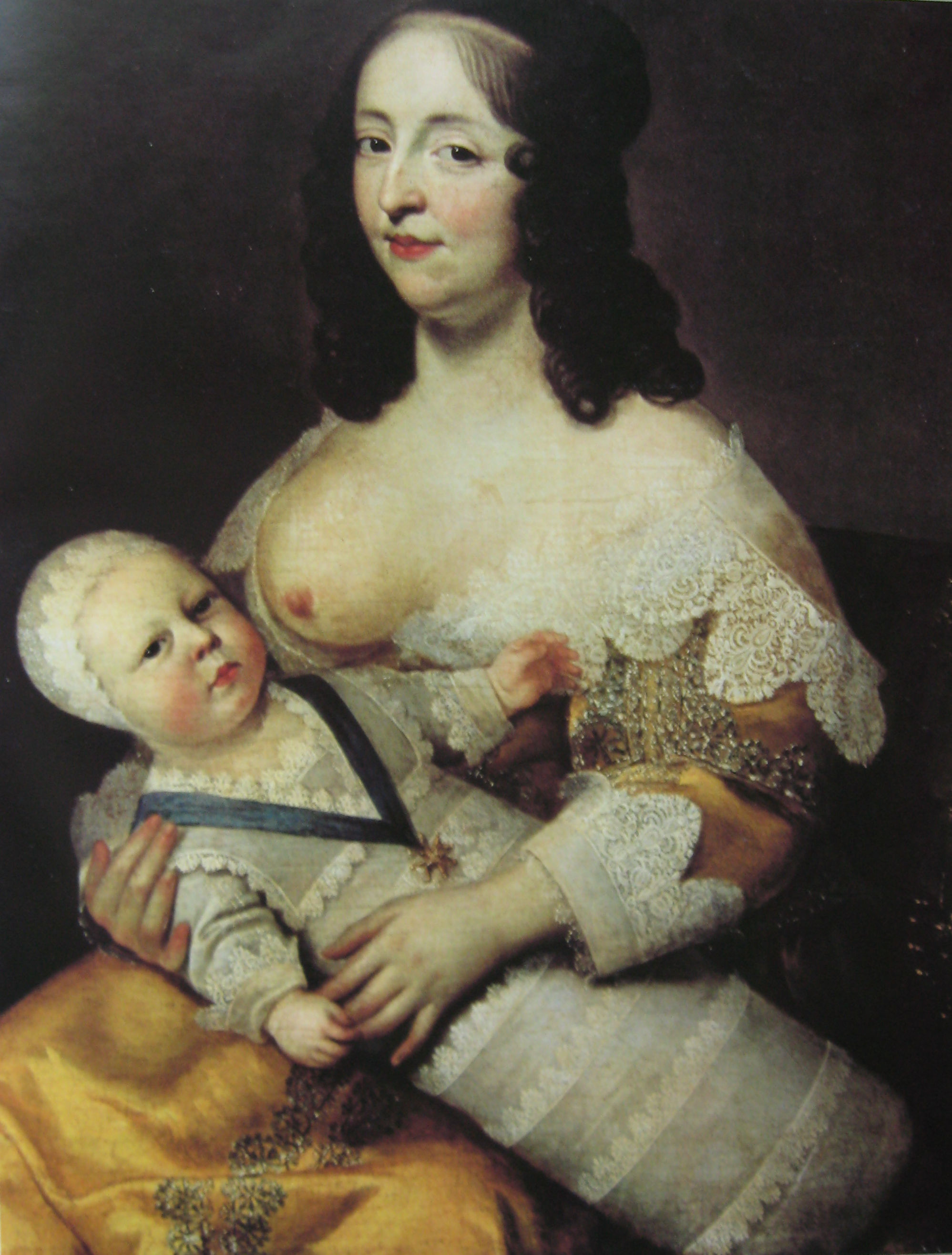
Ludvig XIV av Frankrike med sin amma Longuet de la Giraudiere.

En amma är en kvinna som ammar ett spädbarn utan att vara barnets biologiska mor.
Anledningen att bruka ammor var att öka barnets chans till överlevnad på grund av att det nyfödda barnets biologiska mor, av olika anledningar, inte själv kunde eller ville amma barnet. Bruket av ammor är gammalt, möjligen så gammalt som 5 000 år. Ammor har varit vanligt förekommande i överklassen i många högkulturer världen över, men var framför allt vanligt i Europa under 1700- och en tid in på 1800-talet. Det var de kungliga och adliga som började med ammor i Sverige. Så småningom togs bruket också upp av den framväxande medelklassen. Ammorna kom vanligen från fattiga miljöer och var ogifta mödrar. Ammornas egna barn kunde lämnas bort till barnhus eller änglamakerskor. Jämfört med många andra länder var aldrig användandet av ammor särskilt utbrett i Sverige.
Yrket försvann under 1800-talet. Då började framför allt alltfler medelklasskvinnor själva amma sina barn, med tanken att amning var ett sätt att visa moderskärlek. Under 1800-talet och början av 1900-talet utvecklades nappflaskorna och de första industriella modersmjölkersättningarna gjorda på komjölk började produceras.
Pastöriserad mjölk innebar dock att man kunde börja föda upp barn helt utan bröstmjölk och bruket av ammor försvann. Bröstmjölksersättning och bättre samt renare bröstmjölksflaskor har också medverkat till yrkets nedgång.
I de flesta utvecklingsländer har ammor ersatts med användning av bröstmjölksersättning. Det finns dock områden där ammor fortfarande förekommer.